# Jan Kuchta
Jan Kuchta (* 8. ledna 1997 Liberec) je český profesionální fotbalista, který hraje na pozici útočníka za český klub AC Sparta Praha a za český národní tým.

## Klubová kariéra

### Slavia Praha
Kuchta začínal s fotbalem v Pardubicích, následně se přes Rosice nad Labem a Nový Bydžov dostal do Sparty, odkud byl v roce 2015 vyměněn za Daniela Turynu do Slavie.
Prvoligový debut si odbyl 8. listopadu 2015 v utkání proti Bohemians Praha 1905 (2:2). Jednalo se o Kuchtův jediný ligový zápas během svého prvního angažmá v dresu Slavie.
Další sezony strávil na hostováních v Bohemians (osmnáctiměsíční angažmá, bilance 24 zápasů, 1 gól a 2 asistence), Viktorii Žižkov (půlroční angažmá, 12 utkání, 4 góly a 5 asistencí), Slovácku (půlroční angažmá, 16 utkání, 5 branek a 2 asistence), Teplicích (půlroční angažmá, 8 utkání, 3 branky) a Liberci. V listopadu 2019 nastoupil do jednoho zápasu Slovanu Liberec B kde vsítil hattrick.

### Slovan Liberec
V únoru 2020 Liberec na Kuchtu uplatnil opci a hráč do tohoto celku přestoupil na trvalo. V jarní části sezóny patřil Kuchta ke klíčovým hráčům Liberce, kterému pomohl ke konečné 4. příčce v ligové tabulce. Během svého ročního angažmá na severu Čech nastoupil do 27 soutěžních utkání, v nichž vstřelil 7 branek a přidal 3 asistence.

### Slavia Praha (návrat)
V létě 2020 byl Kuchta odkoupen zpět do pražské Slavie. V úvodním jarním kole první ligy dal Kuchta počtvrté v kariéře v jednom zápase nejvyšší soutěže dvě branky. Útočník se dočkal svého prvního hattricku až v dohrávce 12. kola ve Zlíně, kde vstřelil tři branky za poločas a pomohl k vítězství 6:2. Kuchta v lednu 2021 ovládl anketu Ligové fotbalové asociace pro nejlepšího hráče měsíce ledna. V sezóně 2020/21 nastřílel 15 gólů a společně s Adamem Hložkem se stal nejlepším střelcem ligy, dvakrát se také trefil v Evropské lize proti francouzskému OGC Nice. V létě o Kuchtu projevil zájem anglický druholigový klub Stoke City FC. Útočník se však rozhodl zůstat v pražském klubu.
V podzimní části sezóny 2021/22 se trefil v nejvyšší české soutěži devětkrát. Třemi brankami také přispěl k postupu ze skupiny Evropské konferenční ligy.

### Lokomotiv Moskva
V lednu 2022 přestoupil Kuchta do ruského klubu FK Lokomotiv Moskva, který za něj zaplatil 130 milionů korun a pro Kuchtu připravil čtyřletou smlouvu. Při svém debutu v ruské nejvyšší soutěži přispěl Kuchta gólem k výhře 3:2 nad FK Chimki. Kuchta přišel po vyloučení v utkání se Soči o nejbližší dva zápasy Lokomotivu Moskva v ruské lize. Kuchta obdržel červenou kartu v 60. minutě poté, co se po souboji o míč s Rodrigem zvedal a opřel se při tom kolenem o hrudník brazilského hráče. V dresu Lokomotivu Moskva stihl odehrát 11 soutěžních zápasů, ve kterých vstřelil tři branky a přidal jednu asistenci.

### Sparta Praha

#### Sezóna 2022/23
V sezoně 2022/2023 hostoval v pražské Spartě. Kuchta byl v utkání úvodního kola ligové sezony proti Liberci vyloučen za surovou hru, kdy dohrál situaci a trefil kopačkou gólmana Slovanu Oliviera Vliegena, a podle disciplinárního řádu mu hrozil trest až na šest soutěžních zápasů. Kuchta nakonec dostal trest na pět utkání. V březnu 2023 se Kuchta stal nejlepším hráčem měsíce Fortuna:ligy, když zaznamenal tři góly a jednu asistenci. V jarní části sezóny se Kuchta stal klíčovým hráčem pražského klubu, vytvořil útočné trio s Lukášem Haraslínem a Tomášem Čvančarou. Dne 13. května 2023 vedení Sparty využilo opci ve smlouvě a Jan Kuchta přestoupil do Sparty na trvalo. Spartě v sezoně 2022/2023 pomohl 14 góly a 4 asistencemi k zisku ligového titulu. V létě 2023 měl o Kuchtu údajně zájem dánský klub FC Midtjylland, Kuchta ale nakonec zůstal ve Spartě.

#### Sezóna 2023/24
Do nové sezóny vstoupil se Spartou výhrou 2:0 nad SK Sigma Olomouc kde si Kuchta připsal asistenci na vítězný gól. Ve 3 kole Fortuna:Ligy dal 2 góly v utkání proti Pardubicím a pomohl k výhře 5:2. V 10. kole rozhodl Kuchta gólem zápas s Plzní. 14. prosince 2023 se střelecky prosadil při výhře 3:1 nad Arisem Limassol v šestém kole základní skupiny Evropské ligy a pomohl k postupu do jarní fáze soutěže. 15. února 2024 Kuchta gólem mírnil porážku 3:2 na půdě tureckého Galatasaraye a o týden později se opět střelecky prosadil v odvetném utkání a přispěl k postupu po výhře 4:1. Dne 18. května 2024 vstřelil Kuchta 4 góly do sítě Mladé Boleslavi a výrazně se tak podílel na výhře 5:0, která zajistila Spartě obhajobu ligového titulu. O čtyři dny později odehrál celé utkání proti Viktorii Plzeň ve finále MOL Cupu, které Sparta vyhrála 2:1 a slavila zisk historického double.
Kuchta v dresu pražské Sparty odehrál 92 zápasů. Nastřílel v nich 37 branek, ke kterým přidal 20 asistencí. Se Spartou získal dva mistrovské tituly a v jednou také oslavil vítězství v domácím poháru.

### Midtjylland
V srpnu 2024 přestoupil Kuchta do dánského Midtjyllandu, se kterým podepsal čtyřletou smlouvu. Při svém debutu proti Silkeborgu si připsal asistenci a pomohl k výhře 3:1. 17. září se střelecky prosadil při výhře 4:1 nad Hillerödem v dánském poháru. 20. října vstřelil svou první branku v nejvyšší dánské soutěži, a to při prohře 2:3 se SønderjyskE. V průběhu podzimní části sezony nastoupil Kuchta do 16 utkání, v nichž vstřelil 2 branky a přidal 2 asistence.

#### Návrat do Sparty
V lednu 2025 se Kuchta po půlroce vrátil do pražské Sparty na půlroční hostování s opcí. Hned ve svém prvním utkání po návratu nastoupil v základní sestavě a gólem přispěl k výhře 2:0 nad Slováckem. O týden později se Kuchta opět střelecky prosadil, tentokrát při výhře 3:0 nad Hradcem Králové. 30. května 2025 Sparta uplatnila opci na Jana Kuchtu.

## Statistiky
| Sezóna    | Klub                         | Soutěž             | Zápasy | Góly |
| --------- | ---------------------------- | ------------------ | ------ | ---- |
| 2015/2016 | SK Slavia Praha              | SYNOT liga         | 1      | 0    |
| 2016/2017 | Bohemians Praha 1905 (host.) | ePojisteni.cz liga | 17     | 0    |
| 2017/2018 | Bohemians Praha 1905 (host.) | HET liga           | 4      | 0    |
| 2018/2019 | 1. FC Slovácko (host.)       | Fortuna:Liga       | 14     | 4    |
| 2018/2019 | FK Teplice (host.)           | Fortuna:Liga       | 8      | 3    |
| 2019/2020 | FC Slovan Liberec            | Fortuna:Liga       | 23     | 6    |
| 2020/2021 | SK Slavia Praha              | Fortuna:Liga       | 27     | 15   |
| 2021/2022 | SK Slavia Praha              | Fortuna:Liga       | 16     | 9    |
| 2021/2022 | FK Lokomotiv Moskva          | Ruská Premier Liga | 10     | 3    |
| 2022/2023 | AC Sparta Praha (host.)      | Fortuna:Liga       | 27     | 13   |
| 2023/2024 | AC Sparta Praha              | Fortuna:Liga       | 32     | 17   |

## Reprezentační kariéra
Kuchta byl poprvé nominován do české fotbalové reprezentace v říjnu 2021 na zápasy kvalifikace mistrovství světa s Walesem a Běloruskem. Reprezentační premiéru si odbyl proti Walesu. V červnu 2022 nastoupil do zápasů Ligy národů, kde vstřelil 2 branky (v utkání proti Španělsku a Švýcarsku). V kvalifikaci na EURO 2024 vstřelil Kuchta jednu branku, a to v utkání prvního kola proti Polsku.
V létě 2024 byl Kuchta trenérem Ivanem Haškem nominován na závěrečný turnaj EURO 2024 do Německa. Na turnaji nastoupil do dvou utkání, Češi však získali jen jeden bod a nepostoupili do vyřazovací fáze.

## Osobní život
Vedle fotbalu se zajímá o chov hospodářských zvířat, a to předně slepic domácích, když si při péči o ně podle svých slov duševně odpočine. V roce 2022 se Kuchta oženil s dcerou Josefa Dufka, Barborou. Dne 20. února 2024 se jim narodila dcera Emilly.
V listopadu 2023 byl Kuchta společně s obránci Jakubem Brabcem a Vladimírem Coufalem vyřazen z reprezentačního srazu. Důvodem bylo zásadní porušení interních pravidel před závěrečným zápasem kvalifikační skupiny o postup na mistrovství Evropy proti Moldavsku v Olomouci. Národní tým i přes absenci trojice hráčů utkání zvládl a po triumfu 3:0 si zajistil účast na závěrečném turnaji v Německu. Kuchta se po zápase veřejně za své chování omluvil.